# Federico Bonazzoli
Federico Bonazzoli, né le 21 mai 1997 à Manerbio, est un footballeur italien qui évolue au poste d'attaquant à l'Hellas Vérone , en prêt de l'US Salernitana.

## Biographie
Federico Bonazzoli naît à Manerbio (Province de Brescia), le 21 mai 1997. 
En 2008, il intègre le centre de formation des Nerazzurri. En février 2012 Bonazzoli est sélectionné, par le sélectionneur de d'Italie des moins de 15 ans. Bonazzoli connaît par la suite neuf matchs dans lesquels il inscrit 5 buts. Dans cette même saison, il remporte, avec les Interistes, le championnat d'Italie des moins de 15 ans en totalisant 24 réalisations à son compteur dont un triplé, face à Naples en juin 2012, qui assure le titre des siens. Federico Bonnazoli est par la suite appelé chez l'Italie des moins de 16 ans où il n'y joue seulement un match. Avant d'être convoqué pour la première fois, en octobre 2012, par Daniele Zoratto, pour les trois matchs de qualifications au championnat d'Europe des moins de 17 ans auxquels il prend part. Lors du deuxième match, celui face au Liechtenstein, il inscrit un triplé et permet à son équipe de remporter le match 4-0,.
Bonazzoli est surclassé d'une catégorie d'âge, en début d'année 2013, et joue donc avec ceux de la génération 1996. Avec lesquels il termine en seconde position du championnat d'Italie des moins de 16 ans, derrière l'AC Milan à seulement 3 points d'écart,. Le 23 avril 2013, il prend part à sa première séance d'entraînement, avec les pros, à seulement 15 ans, la veille du déplacement des professionnels à Palerme.
À la suite de ces bonnes performances en club, Bonazzoli est appelé de nouveau avec l'Italie des moins de 17 ans à fin de disputer l'Euro des moins de 17 ans. Dans cette compétition, il participe à 5 matchs dont 3 comme titulaire et perd en finale, aux tirs au but, face aux Russes. Il est par ailleurs lors de ce championnat d'Europe le deuxième plus jeune joueur, derrière son partenaire Federico Dimarco, lui aussi évoluant à l'Inter Milan.

## Palmarès

### En sélection
- Équipe d'Italie des moins de 17 ans
  - Finaliste du Championnat d'Europe des moins de 17 ans en 2013